# Rickard Rydell
Rickard Rydell (Vallentuna, 22 de setembro de 1967) é um piloto de corridas da Suécia, actualmente corre no WTCC.